# Before Born
Pour plus de détails, voir Fiche technique et Distribution.
Before Born (結, Jieguo) est un film chinois réalisé par Zhang Ming sorti en 2006. Il est classé comme un mystère surréaliste de la vie chinoise moderne qui a permis des comparaisons avec L'avventura, le film classique de Michelangelo Antonioni de 1960.
Before Born a été projeté au Festival international du film de Berlin 2006 dans le cadre de son programme Forum.

## Synopsis
Le film raconte l'histoire d'un détective privé, Huang Guangliang, engagé pour recueillir des preuves d'une affaire d'un homme nommé Li Chonggao. Lorsqu'il arrive dans la ville côtière de Beihai à la recherche de sa cible, il découvre qu'il a disparu et rencontre à la place une énigmatique jeune femme qui cherche également Li.

## Distribution
- Huang Lu
- Zhong Liao
- Kwong Leung Wong : Guangliang Huang
- Baihui Xu